# Gamma (Einheit)
Das Gamma (Einheitenzeichen γ) war eine gemeinsam mit dem Gauß verwendete Einheit der magnetischen Flussdichte im Gaußschen CGS-System und im elektromagnetischen Einheitensystem. Ebenso wie das Gauß ist es seit dem 5. Juli 1970 in der Bundesrepublik Deutschland keine gesetzliche Einheit mehr. Es wurde durch die SI-Einheit Tesla ersetzt:
{\displaystyle 1\ \gamma =10^{-5}\ {\text{Gauß (G)}}\;\;{\widehat {=}}\;\;10^{-9}\ {\text{Tesla (T)}}=1\ {\text{Nanotesla (nT)}}}
Das Gamma wird noch manchmal u. a. in der Geomagnetik bzw. angewandten Geophysik und in der Astrophysik verwendet, weil die magnetischen Anomalien auf der Erdoberfläche und im interstellaren Raum zwischen 0,1 und einigen tausend γ liegen (Das Erdmagnetfeld hat zwischen etwa 30.000 und 60.000 γ, jenes der Sonne etwa doppelt so viel).

## Anmerkung
Das Zeichen „≙“ in der obigen Gleichung weist darauf hin, dass es sich nicht immer um eine einfache Umrechnung von Maßeinheiten handelt. Im Gaußschen Einheitensystem und im elektromagnetischen CGS-System sind, anders als im SI, magnetische Flussdichte B und magnetische Feldstärke H von gleicher Dimension und stimmen im Vakuum überein. 